# 基辅国立贸易经济大学
50°27′57″N 30°38′17″E / 50.46583°N 30.63806°E
基辅国立贸易经济大学 （烏克蘭語：Київський національний торговельно-економічний університет）是烏克蘭最大的大學之一。該大學位於基輔市。該大學的歷史源自於1946年成立的蘇聯貿易聯盟通信研究所的基輔分部。
根據蘇聯部長會議第50號日期為14.01.59的決定，該分支機構同年轉交給哈爾科夫蘇維埃貿易研究所 - 轉交給頓涅茨克蘇維埃貿易研究所。
根據1966年3月4日第195號蘇聯部長會議決議，基輔貿易和經濟研究所成立。
1994年8月29日烏克蘭第542號部長內閣決定將其改為基輔州立貿易與經濟大學。
根據烏克蘭總統2000年9月11日第1059/2000號法令授予國家地位。
2006年，加入世界著名的大學憲章。

## 院系设置
基辅大学设有6个系，6个研究所。
大學有超過35萬。學生。有6個部門：國際貿易法律;經濟學，管理和心理學;金融和銀行業;會計，審計和信息系統;餐廳和酒店以及旅遊業務;貿易和營銷。為國內外貿易，金融體制和法律，海關，反壟斷，經濟，商業，銀行，保險，會計，財務管理，商品，消費者權益保護，餐廳的面積為43本科和56個碩士點主動職業培訓經濟，旅遊，酒店管理，市場營銷和通信行業等。學生通過對國內外企業在烏克蘭和國外的做法。